# Godtfred Holmvang
Godtfred Holmvang (Noruega, 7 de octubre de 1917-19 de febrero de 2006) fue un atleta noruego especializado en la prueba de decatlón, en la que consiguió ser campeón europeo en 1946.

## Carrera deportiva
En el Campeonato Europeo de Atletismo de 1946 ganó la medalla de oro en la competición de decatlón, con una marca de 6987 puntos que fue récord de los campeonatos, por delante del soviético Sergei Kuznetsov (plata con 6930 puntos) y el sueco Göran Waxberg (bronce con 6504 puntos).